# Saison 2014 de l'équipe cycliste Verandas Willems

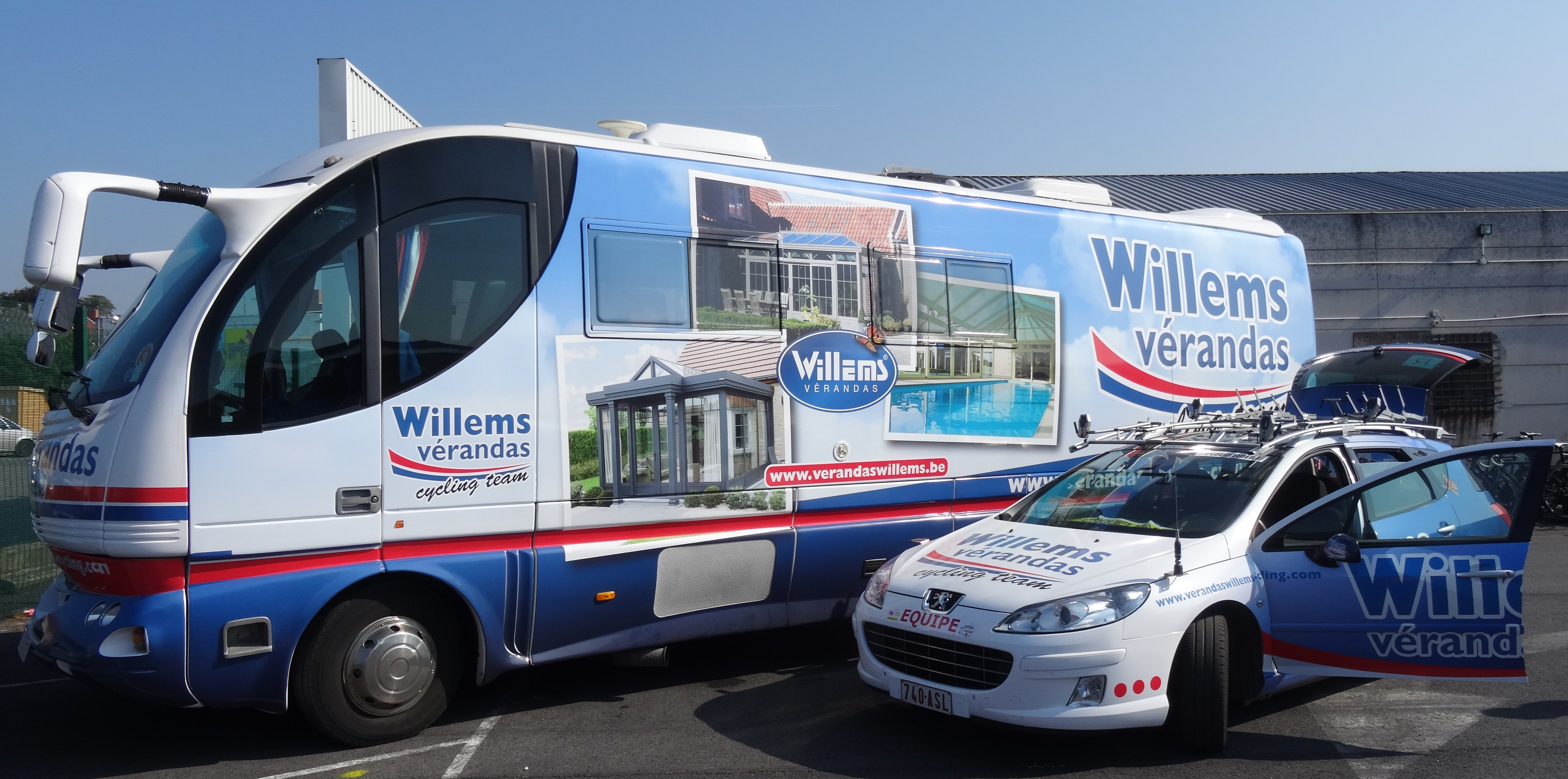
Le camping-car et une des voitures de l'équipe au Grand Prix Criquielion 2014.

La saison 2014 de l'équipe cycliste Verandas Willems est la deuxième de cette équipe.

## Préparation de la saison 2014

### Arrivées et départs
| Arrivées           | Équipe 2013                    |
| ------------------ | ------------------------------ |
| Gaëtan Bille       | Lotto Belisol                  |
| Louis Convens      | T.Palm-Pôle Continental Wallon |
| Thomas De Troch    | Van Eyck Sport                 |
| Walt De Winter     | Lotto-Belisol U23              |
| Michael Goolaerts  | Ovyta-Eijssen-Acrog            |
| Jelle Mannaerts    | Rock Werchter                  |
| Joren Touquet      | Soenens-Construkt Glas         |
| Niels Vanderaerden | Rock Werchter                  |
| Nicolas Vereecken  | An Post-ChainReaction          |
| Emiel Wastyn       | Ventilair-Steria               |
| Willem Wauters     | Vacansoleil-DCM                |

| Départs              | Équipe 2014                    |
| -------------------- | ------------------------------ |
| Quentin Borcy        | Verandas Willems-CC Chevigny   |
| Christopher Deguelle | Ottignies-Perwez               |
| Dimitri Fauville     | Ottignies-Perwez               |
| Sergio Ferrari       | Ottignies-Perwez               |
| Gert Lodewijks       |                                |
| Antoine Pirlot       | Ottignies-Perwez               |
| Olivier Poppe        | T.Palm-Pôle Continental Wallon |
| Guillaume Rase       | RC Pesant Club Liégeois        |
| Florent Serry        |                                |
| Kevin Thome          | T.Palm-Pôle Continental Wallon |

## Coureurs et encadrement technique

### Effectif

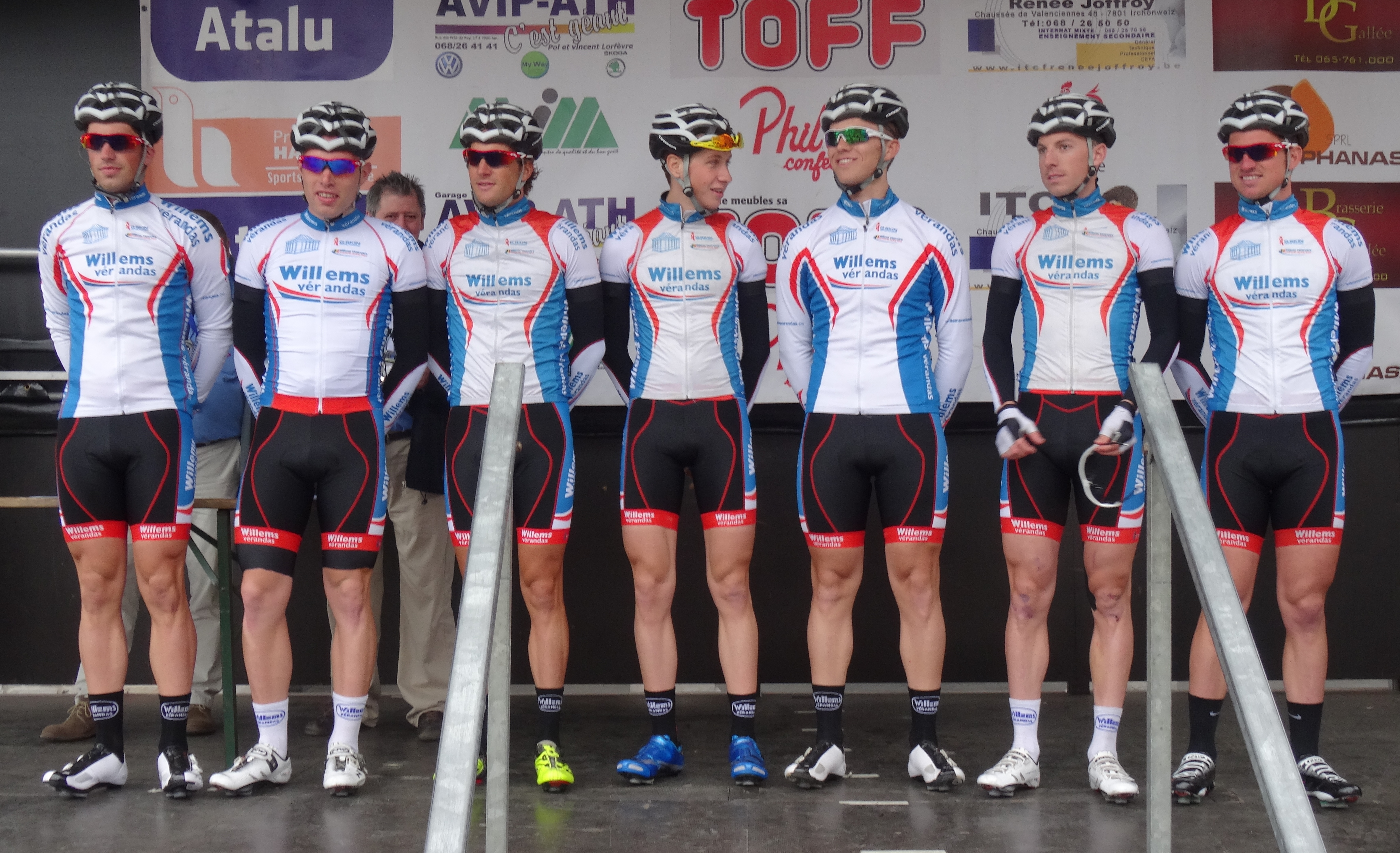
L'équipe lors du Triptyque des Monts et Châteaux 2014.

Dix-sept coureurs constituent l'effectif 2014 de l'équipe,. Six d'entre eux sont professionnels : Gaëtan Bille, Olivier Pardini, Floris Smeyers, Niels Vandyck, Nicolas Vereecken et Willem Wauters. Trois coureurs sont en catégorie élites sans contrat : Jérémy Burton, Walt De Winter et Jelle Mannaerts. Les huit derniers sont en catégorie espoirs (moins de 23 ans),,.

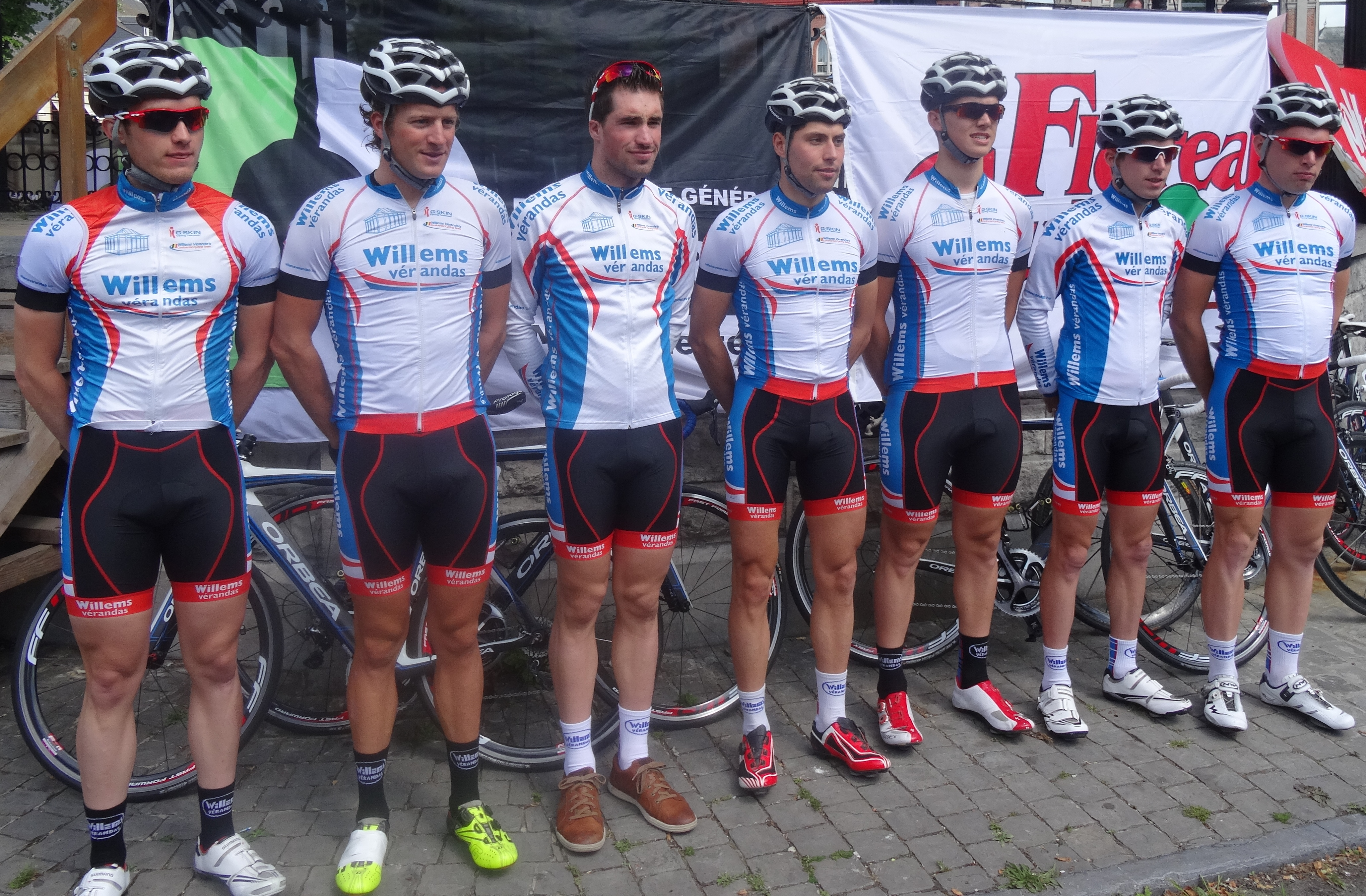
Thomas De Troch, Nicolas Vereecken, Jelle Mannaerts, Jérémy Burton, Michael Goolaerts, Louis Convens et Joren Touquet lors du Grand Prix Criquielion 2014.

| Cycliste,             | Date de naissance | Nationalité | Équipe 2013                    |
| --------------------- | ----------------- | ----------- | ------------------------------ |
| Gaëtan Bille          | 6 avril 1988      | Belgique    | Lotto Belisol                  |
| Jérémy Burton         | 13 septembre 1984 | Belgique    | Verandas Willems               |
| Jean-Albert Carnevali | 19 septembre 1993 | Belgique    | Verandas Willems               |
| Louis Convens         | 5 décembre 1993   | Belgique    | T.Palm-Pôle Continental Wallon |
| Thomas De Troch       | 16 décembre 1993  | Belgique    | Van Eyck Sport                 |
| Walt De Winter        | 24 novembre 1988  | Belgique    | Lotto-Belisol U23              |
| Michael Goolaerts     | 24 juillet 1994   | Belgique    | Ovyta-Eijssen-Acrog            |
| Jelle Mannaerts       | 14 octobre 1991   | Belgique    | Rock Werchter                  |
| Nicolas Mertz         | 30 juillet 1993   | Belgique    | Verandas Willems               |
| Olivier Pardini       | 30 juillet 1985   | Belgique    | Verandas Willems               |
| Floris Smeyers        | 10 septembre 1990 | Belgique    | Verandas Willems               |
| Joren Touquet         | 28 janvier 1993   | Belgique    | Soenens-Construkt Glas         |
| Niels Vanderaerden    | 24 avril 1994     | Belgique    | Rock Werchter                  |
| Niels Vandyck         | 30 août 1990      | Belgique    | Verandas Willems               |
| Nicolas Vereecken     | 21 février 1990   | Belgique    | An Post-ChainReaction          |
| Emiel Wastyn          | 1er janvier 1992  | Belgique    | Ventilair-Steria               |
| Willem Wauters        | 10 novembre 1989  | Belgique    | Vacansoleil-DCM                |
| Stagiaire             | Date de naissance | Nationalité | Équipe 2014                    |
| Sten Van Gucht        | 29 novembre 1992  | Belgique    | Verandas Willems-CC Chevigny   |

Portraits
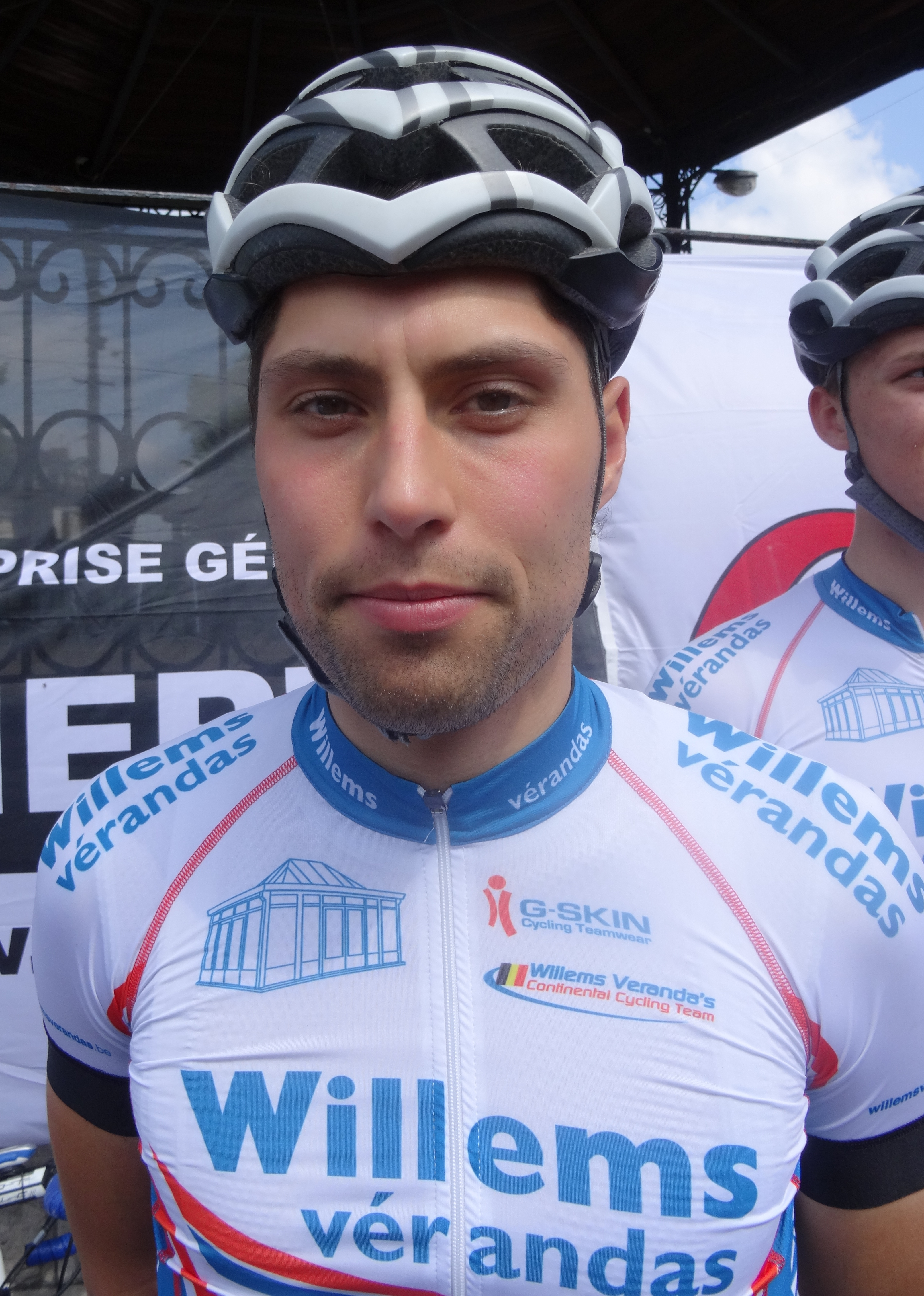
Jérémy Burton.
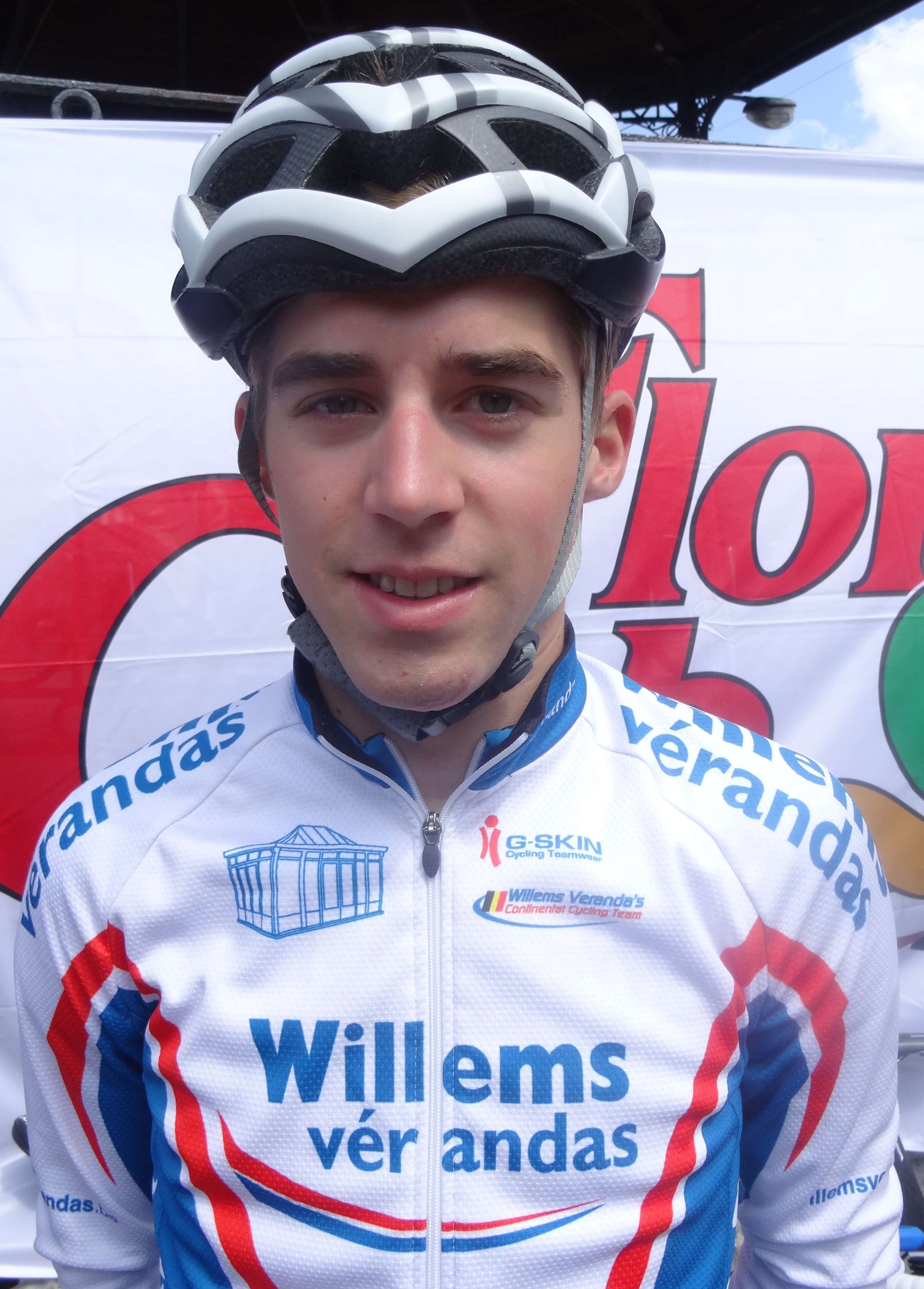
Louis Convens.
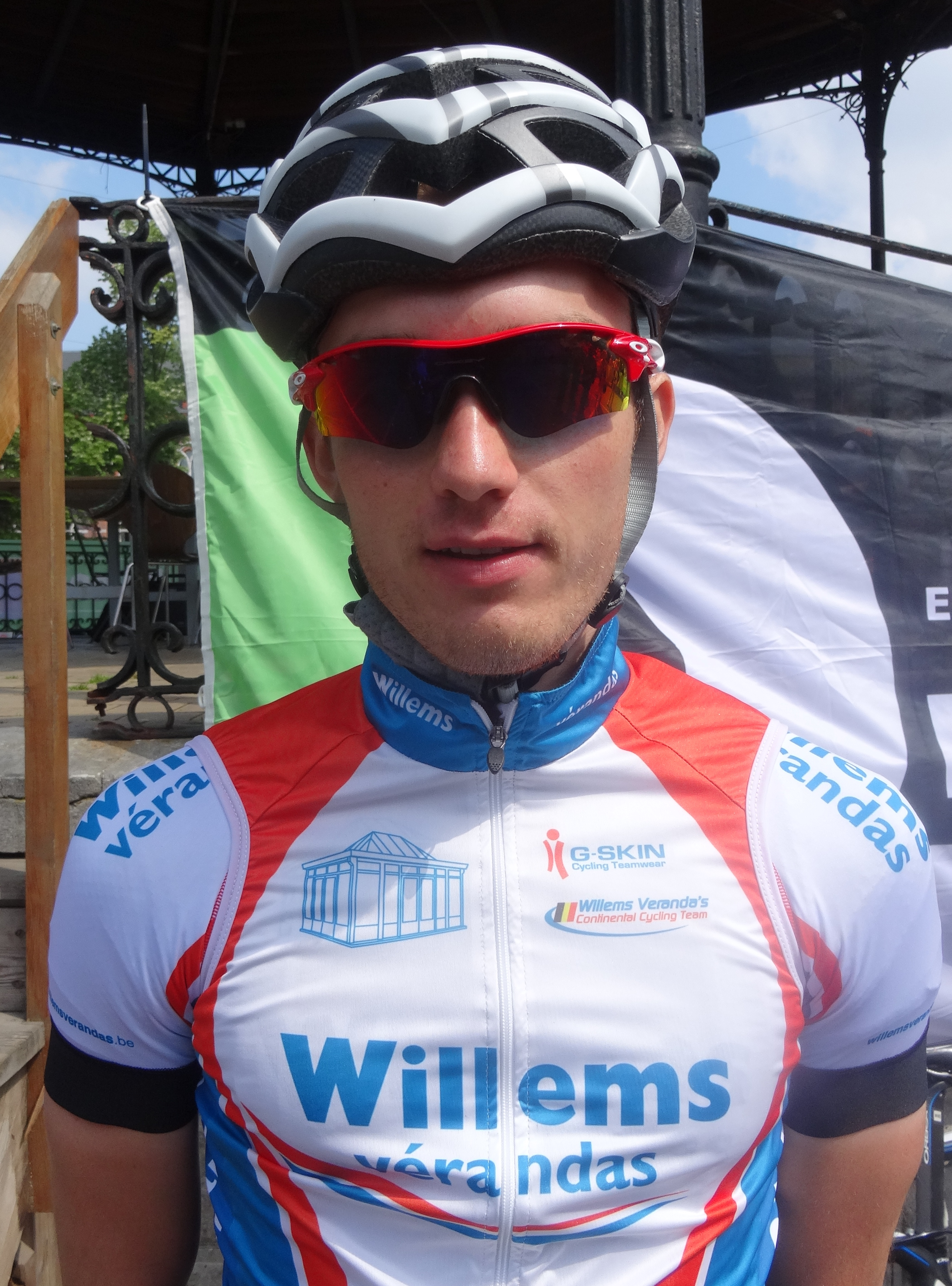
Thomas De Troch.
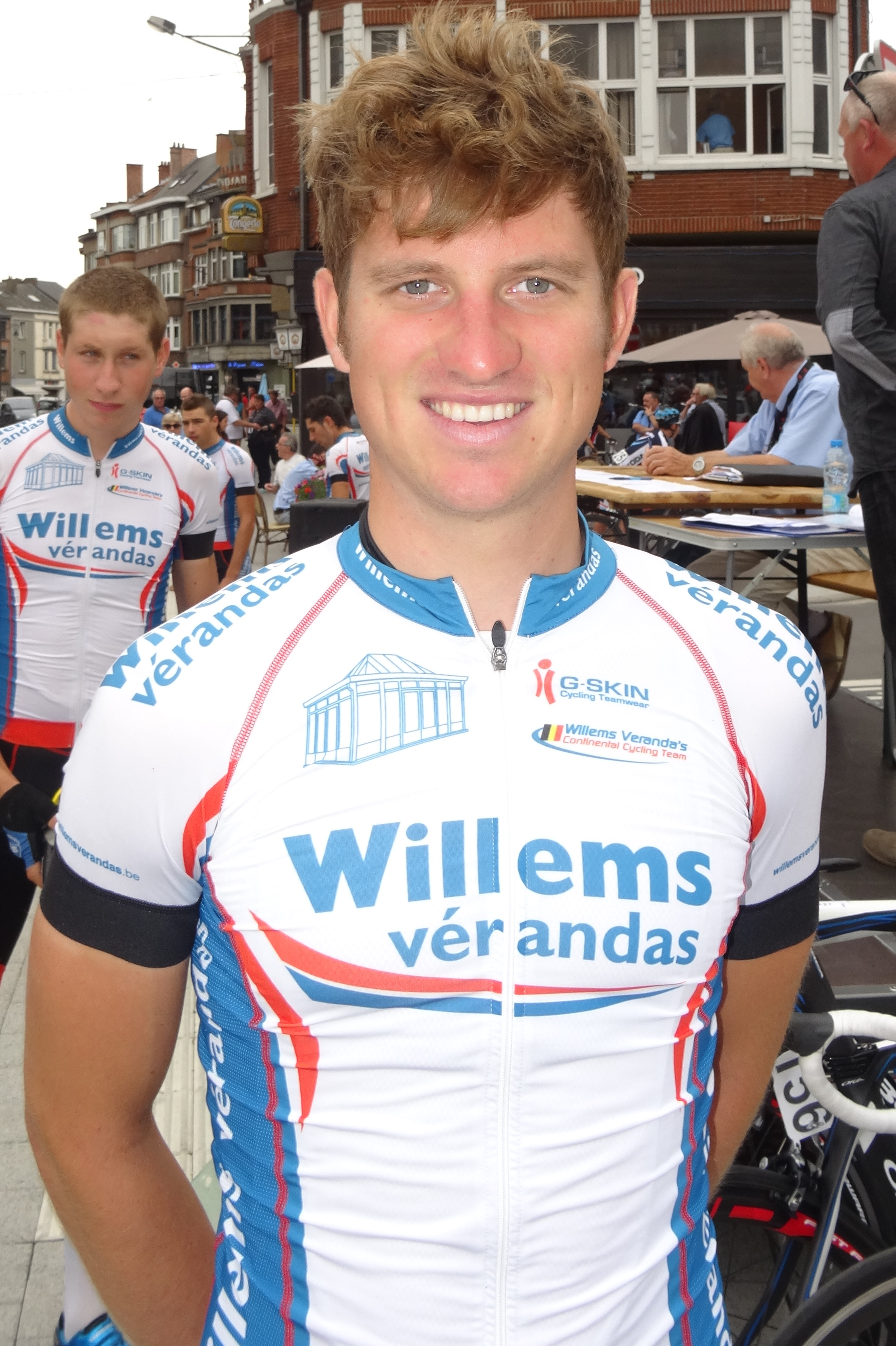
Walt De Winter.
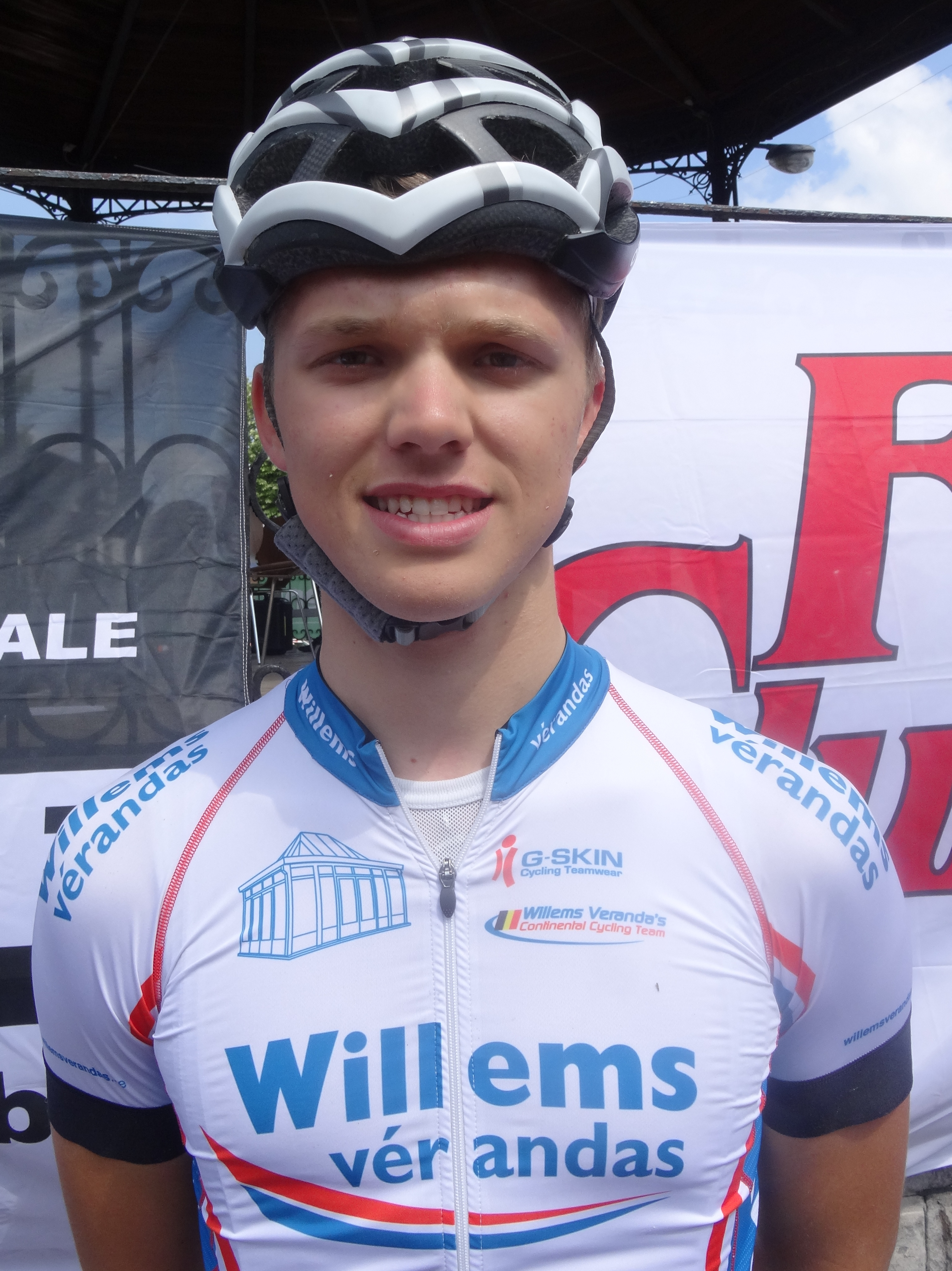
Michael Goolaerts.
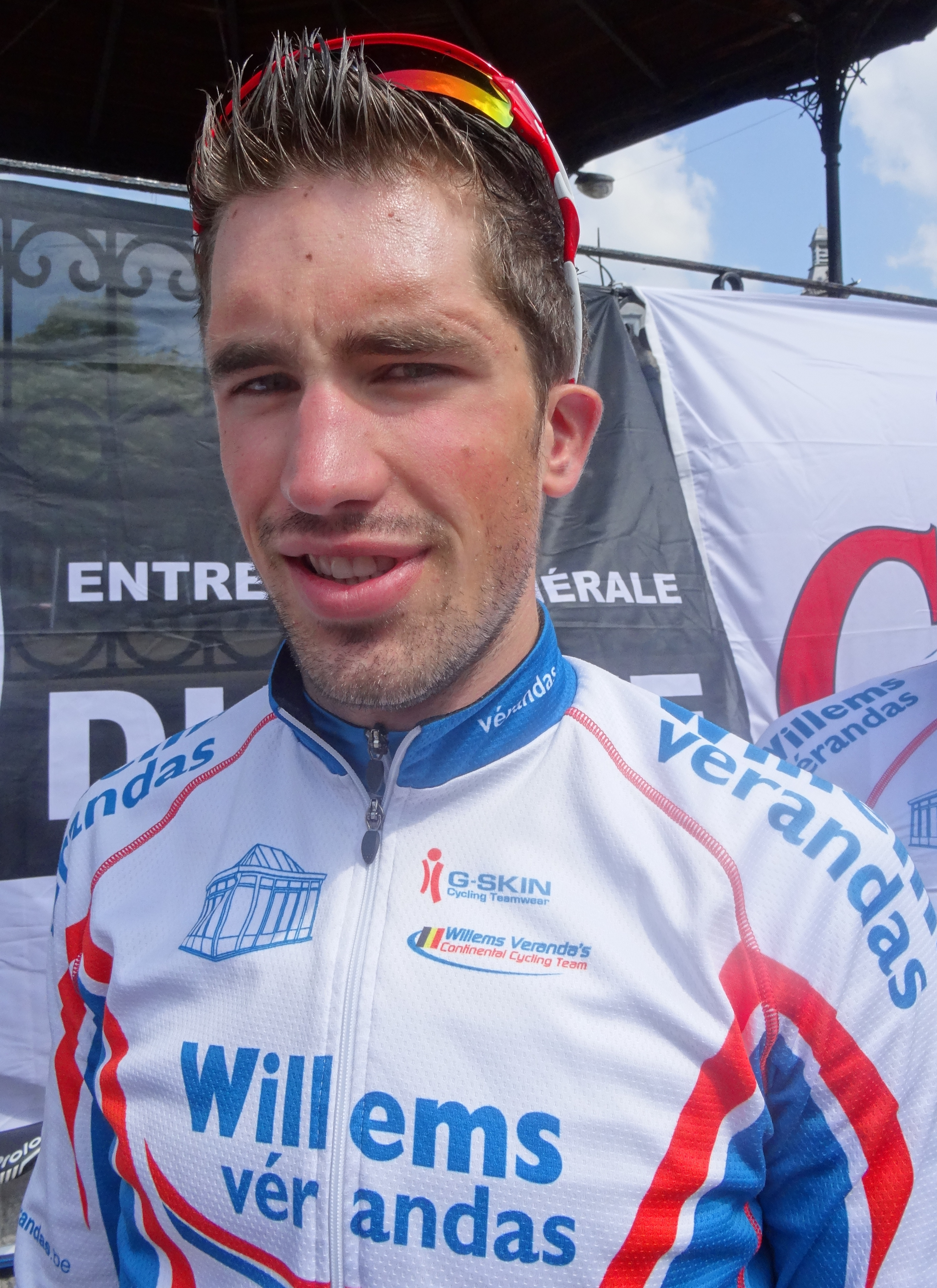
Jelle Mannaerts.
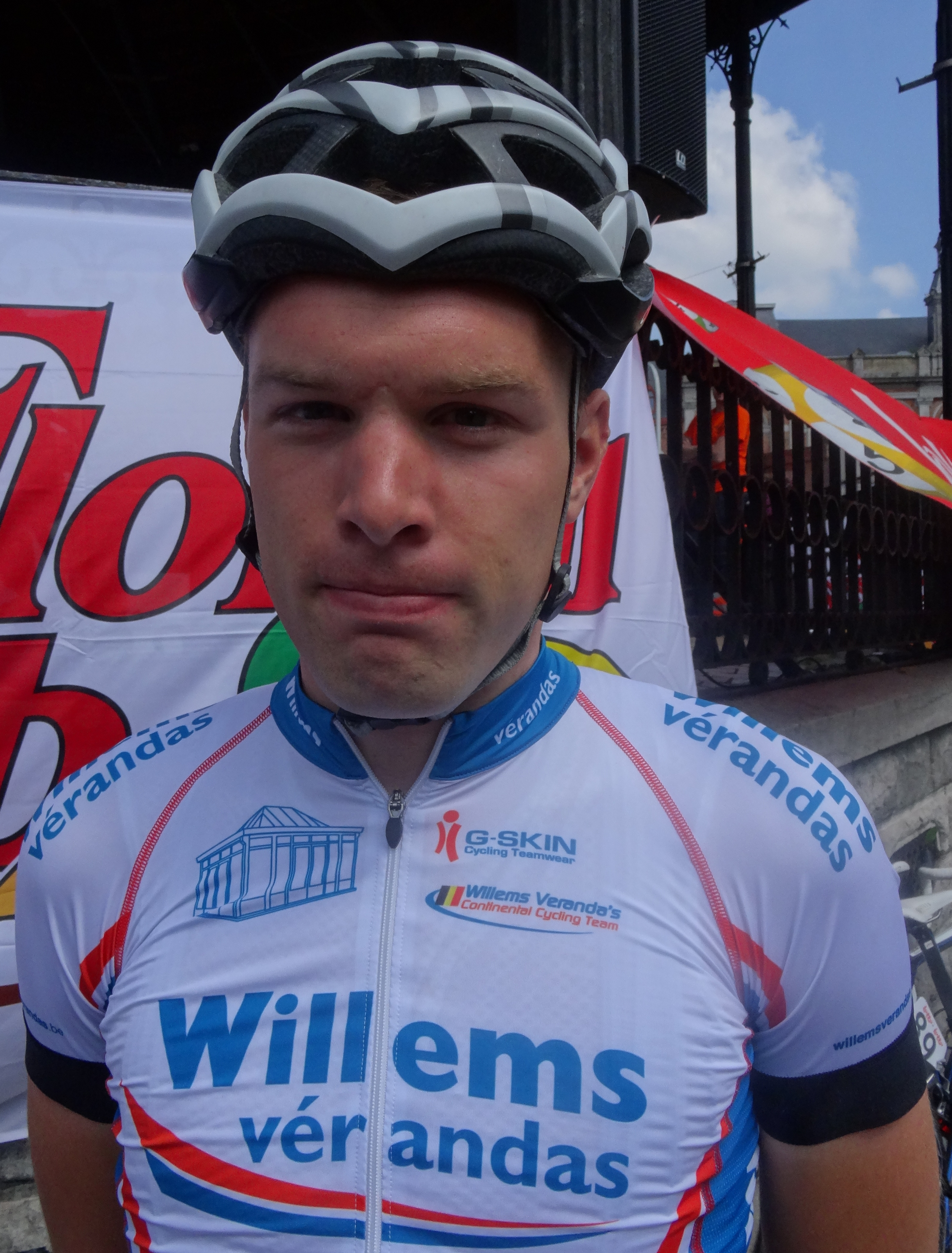
Joren Touquet.
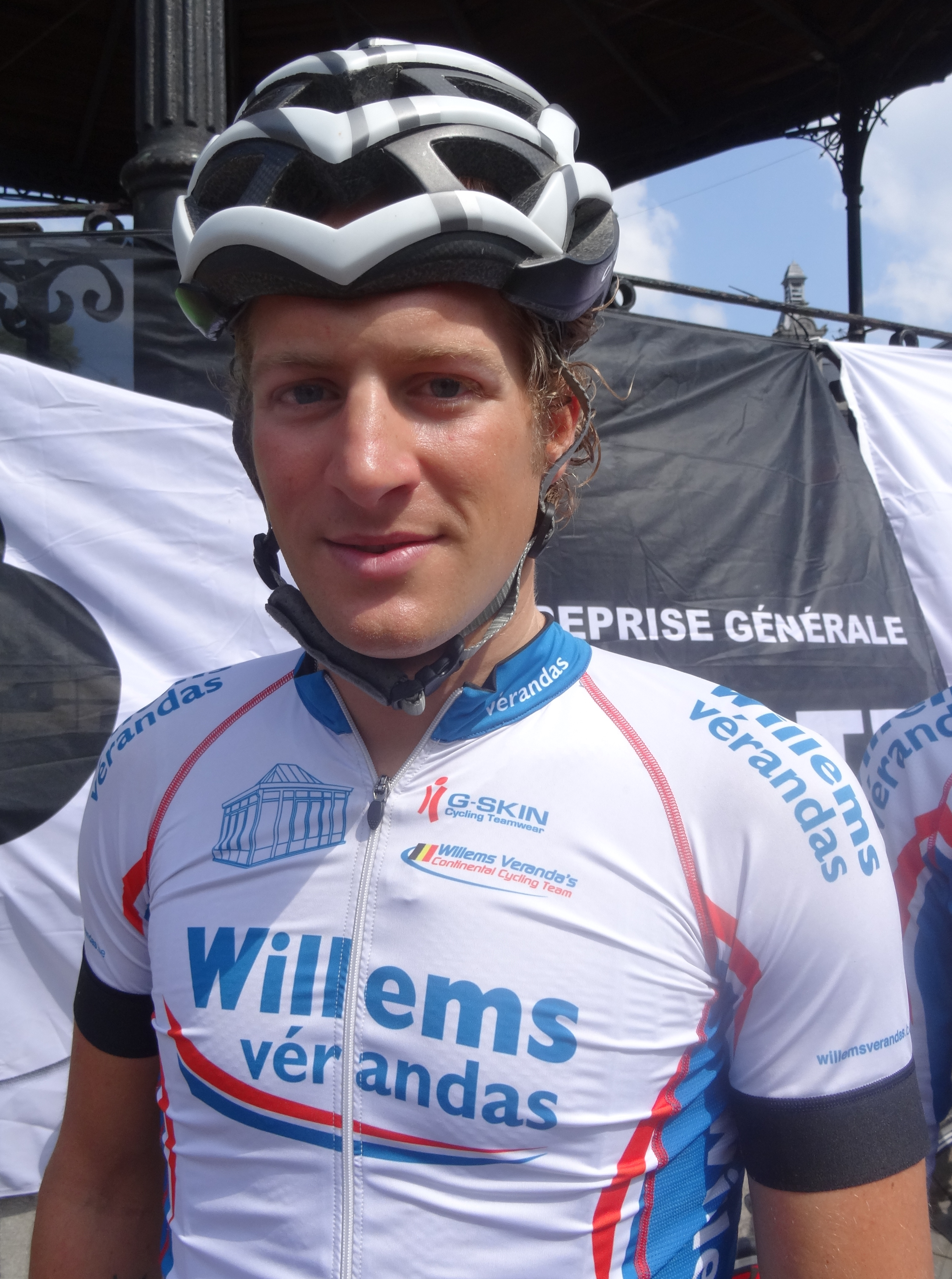
Nicolas Vereecken.

## Bilan de la saison

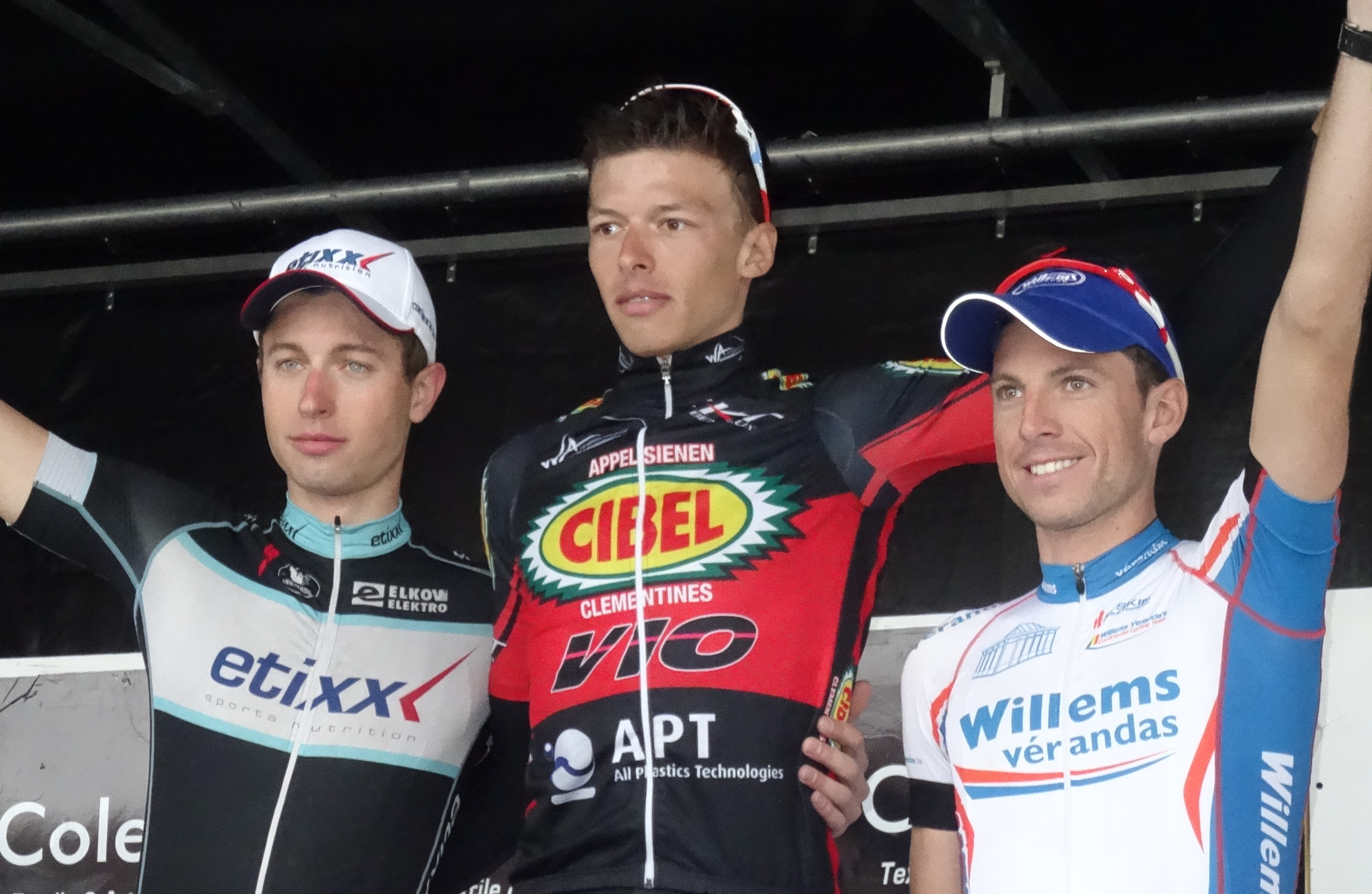
Podium de l'édition 2014 du Grand Prix des commerçants de Templeuve : Łukasz Wiśniowski (2e), Oliver Naesen (1er) et Gaëtan Bille (3e).

### Victoires
L'équipe remporte quatre victoires sur des courses UCI, en plus des places d'honneur obtenues. Ainsi, Gaëtan Bille termine troisième du Grand Prix des commerçants de Templeuve.
| Date       | Course                                 | Pays       | Classe | Vainqueur       |
| ---------- | -------------------------------------- | ---------- | ------ | --------------- |
| 30/05/2014 | 2e étape de la Flèche du Sud           | Luxembourg | 2.2    | Gaëtan Bille    |
| 01/06/2014 | Classement général de la Flèche du Sud | Luxembourg | 2.2    | Gaëtan Bille    |
| 17/07/2014 | Prologue du Sibiu Cycling Tour         | Roumanie   | 2.1    | Olivier Pardini |
| 27/07/2014 | Grand Prix de la ville de Pérenchies   | France     | 1.2    | Gaëtan Bille    |

### Classement UCI

#### UCI Europe Tour
L'équipe Verandas Willems termine à la 35e place de l'Europe Tour avec 351 points. Ce total est obtenu par l'addition des points des huit meilleurs coureurs de l'équipe au classement individuel,.
| Rang  | Coureur               | Points |
| ----- | --------------------- | ------ |
| 54    | Gaëtan Bille          | 174    |
| 166   | Olivier Pardini       | 79     |
| 284   | Nicolas Vereecken     | 48     |
| 514   | Jelle Mannaerts       | 20     |
| 695   | Jean-Albert Carnevali | 12     |
| 750   | Willem Wauters        | 10     |
| 914   | Michael Goolaerts     | 6      |
| 1 057 | Walt De Winter        | 2      |